# Gonzalo Rizzo
Gonzalo Nicolás Rizzo Sánchez, noto semplicemente come Gonzalo Rizzo (Montevideo, 27 dicembre 1995), è un calciatore uruguaiano, difensore del Carlos A. Mannucci.

## Caratteristiche tecniche
È una difensore centrale.

## Carriera
Cresciuto nel settore giovanile del Rentistas, ha esordito fra i professionisti il 5 marzo 2016 disputando con la maglia del Progreso l'incontro di Segunda División Profesional perso 2-0 contro il Villa Española.